# Kalapácsujj
A kalapácsujj (latinul digitus malleus (rövidítve: Dig. mall.)  egy rendellenesség, amely kialakulásának oka a láb boltozatainak süllyedése. A nagyujj (hallux) kivételével minden ujjon előfordulhat. Az érintett ujjon a lábháti oldalon gyakran fájdalmas bőrkeményedés (tyúkszem) alakul ki.

## Kialakulásának menete
Normálisan a haránt boltozatnál a legmagasabb pont a 2-es lábközépcsont fejecse. Éppen ezért, ha a boltozat lesüllyed, legelőször a 2-es lábközépcsont fejecsénél jelentkezik, majd később a többi ujjnál is. Ha a lábközépcsont fejecse lesüllyed és eléri a talajt, a feszítő és a hajlító izmok egyensúlya felborul a hajlítók javára. Az alapperc fölfelé, a középső és a végperc lefelé mozdul, és ebben a helyzetben rögzül az ujj. Ezt nevezzük karom állásnak. Ebben az esetben csak a végperc éri el a talajt.

## Kialakulását segítő tényezők
Korrigálatlan haránt boltozat süllyedés. Túl magas sarkú és túl szűk cipő. Alkati gyengeség, túlsúly, álló munka. Túl szűk cipőben meggörbülnek az ujjak. A mozgási lehetőség beszűkülése miatt zsugorodnak a láb kisizmai és az inak is. 

## Kezelése
Végleges megoldást csak a műtét adhat. Talpbetét és megfelelő minőségű cipő viselése inkább a megelőzésben játszik szerepet. A másodlagos bőrelváltozás (tyúkszem) csak a háttérben álló csontos deformitás műtéti kezelésével oldódik meg.